# ملاحظه بچه‌ها را بکن

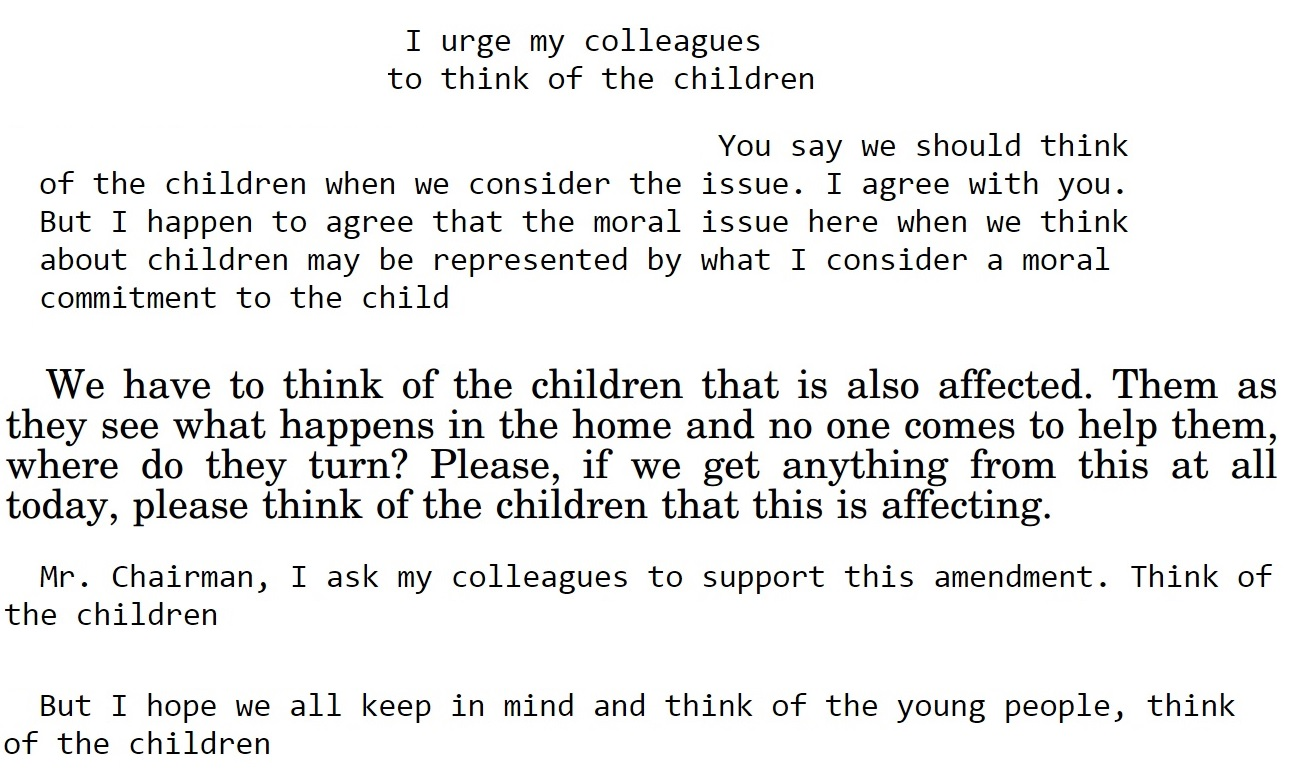
پنج کاربرد «ملاحظه بچه‌ها را بکن»

فکر بچه‌ها را بکن یا ملاحظهٔ بچه‌ها را بکن (به انگلیسی: think of the children) عبارتی کلیشه‌ای است که از آن به عنوان نوعی استراتژی برای جدل با دیگران استفاده می‌شود. در حالت عادی، معنای عبارت صرفاً توجه به حقوق کودکان، مثلاً در زمینهٔ کودکان کار، است. اما وقتی این عبارت را در میانهٔ بحث و جدل به کار می‌گیرند، اغلب به دنبال برانگیختن احساسات مردم و فریفتن آنان برای رسیدن به خواسته‌شان هستند، چون مردم معمولاً از انجام کاری که به کودکان آسیب می‌رساند، اکراه دارند. استفاده از این عبارت نوعی مغالطهٔ ساختاری از نوع توسل به احساس است.